# Joint Task Force
Joint Task Force (JTF) è un videogioco strategico in tempo reale ambientato nel 2008, che ha come tema la guerra al terrorismo, da parte della JTF. Si seguiranno le gesta del Maggiore O'Connell e del suo 1º Battaglione.

## Modalità di gioco
JTF è un gioco concentrato principalmente sull'azione tattica e sul movimento delle proprie unità più che sul combattimento aperto. L'elemento che lo contraddistingue dagli altri giochi del suo genere è la possibilità di guadagnare denaro sul campo di battaglia uccidendo unita nemiche o completando gli obiettivi principali o secondari assegnati dal comando. Grazie a questi soldi si può chiamare sul campo supporto come nuove unita di carri armati, fuoristrada, aerei d'attacco, elicotteri, Desert Patrol Vehicles, artiglieria semovente, IFV, carri AA e camion per le riparazioni, oltre che a soldati ed equipaggiamenti. Le unità appiedate nel gioco guadagnano esperienza per ogni loro uccisione, aumentando anche l'attacco, ma gli eroi sono gli unici soldati che possono potenziare le loro abilità in base alla specializzazione (Ufficiale Commando, dei Rangers, Tiratore, Medico, Pilota, Comandante Veicolo). Per rendere più realistica l'azione durante la battaglia non si sarà soltanto soli con il nemico, ci saranno anche giornalisti e civili. I primi seguiranno la battaglia e staranno attenti agli sbagli (uccidere civili), e saranno contenti quando ucciderete nemici. I secondi invece saranno presenti nelle mappe urbane e non saranno tollerate più di 10 morti. Alcune volte sulla parte alta sinistra dello schermo comparirà il telegiornale per spiegare gli eventi e, a volte, dare conferma delle forze nemiche.

## Motore grafico
La grafica di JTF è molto curata se impostata su alta, ma serve un PC di grande potenza, è presente anche un motore fisico decisamente avanzato con cui distruggere edifici, schiacciare oggetti o buttare giù muri, grazie alla tecnologia AGEIA PhysX, presente in alcune schede video (per giocare non è necessario possederla). La telecamera consente di abbracciare una buona parte della mappa o di zoomare su ogni singola unità.

## Campagna Single Player
La campagna Single Player di JTF è basata su 20 missioni abbastanza lunghe, interessanti, difficili e con una trama che le collega tra loro. Si tratta di missioni varie con obbiettivi sempre diversi e mai ripetitive, la campagna è ambientata nelle aree più calde del mondo odierno, Afghanistan, Iraq, Somalia, Serbia, Bosnia, Colombia, tutte con obbiettivo la guerra al terrorismo. Nella campagna in Singolo si avrà l'opportunità di utilizzare solo le truppe della JTF e mai quelle della parte opposta.

## Unità in campo
JTF
La JTF utilizza armamenti di ultima generazione di provenienza americana, tedesca ed è specializzata per le guerre moderne. Si può usare sia in Giocatore singolo che in Multiplayer.
Aeromobili:
- Hughes AH-64 Apache (acquistabile normalmente)
- AH-6 Little Bird (acquistabile normalmente)
- McDonnell Douglas-BAe AV-8B Harrier II (acquistabile normalmente)
- Lockheed F-117 Nighthawk (chiamabile come supporto aereo)
- Fairchild-Republic A-10 Thunderbolt II (chiamabile come supporto aereo)
- BGM-109 Tomahawk
- MQ-1 Predator
- Sikorsky UH-60 Black Hawk (solo per trasporto unità)
- Lockheed C-130 Hercules (solo per trasporto mezzi)

Forze di terra (i seguenti mezzi possono essere comprati normalmente):
- HMMWV con Browning M2, Lanciamissili TOW, Lanciagranate Mk 19
- M2A3 IFV
- Artiglieria mobile
- Postazione antiaerea mobile
- M1A2 Abrams
- MLRS
- Buggy da ricognizione

Equipaggiamenti della fanteria:
- AT4
- Esplosivo C-4
- Lanciagranate
- Bomba a mano
- NVGs
- Maschera antigas
- Rilevatore di mine
- FIM-92 Stinger
- Mimetica
- Termite

OpFor
Le Forze d'Opposizione hanno un inventario di mezzi ed equipaggiamenti di provenienza sovietica e russa non particolarmente adatti per un conflitto moderno, ma solo per guerriglia. Si possono utilizzare soltanto nel Multiplayer ma i mezzi possono essere catturati e usati anche in Singolo.
Aeromobili:
- Mil Mi-24
- Mil Mi-17
- Kamov Ka-50
- SU-25

Forze di terra:
- BTR-80
- T-72
- T-55
- T-90
- BRDM-2
- BMP-2
- BMP-3
- 2S19
- BM-21
- D-30
- Veicolo per riparazioni
- MAZ-7310
- VBL
- Pickup con mitragliatrice (Tecnica)
- Jeep
- ZSU-23-4
- Camion Ural
- ZU-23

Equipaggiamenti personali
- RPG-7
- SA-7 Strela
- Bomba Molotov
- Bomba a mano

## Tipologia delle unità Alleate
- Soldato:

Nel gioco i soldati fanno parte dei Rangers, e sono la base della JTF. Svolgono il ruolo della normale fanteria, e sono relativamente economiche e funzionali, con un addestramento superiore degli avversari. Possono usare tutti i tipi di equipaggiamenti presenti nel gioco, sono armati di un fucile d'assalto M-16.
- Medico militare:

L'unità che non deve mai mancare, il medico, perché da lui dipenderà la vita di tutti i suoi compagni. L'unico inconveniente è che non può portare con sé alcun tipo di oggetto. Sono armati di un fucile d'assalto M-16.
- Commando:

I Commando sono le migliori truppe presenti nel gioco. Sono super addestratissime nei combattimenti ravvicinati e fanno più danni di tutte le altre unità, eccetto il tiratore. Ogni operatore porta con sé un visore notturno che gli consente di avere un'ottima vista anche in presenza del buio, e anche una maschera antigas. Sono armati con una carabina M-4 e possono raccogliere tutti gli equipaggiamenti presenti nel gioco.
- Tiratore:

I cecchini sono soldati specializzati nell'uccidere a distanza e senza essere scoperti, possono uccidere anche se il bersaglio si trova dentro bunker o altri tipi di edifici. L'equipaggiamento sono un fucile da cecchino e una mimetica ma non possono raccogliernene nessuno.
- Geniere:

I genieri sono uomini addestrati per riparare i mezzi danneggiati, grazie alla stazione FRSV possono riparare tutti i veicoli anche il più messo male, hanno anche un rilevatore di mine che consente loro di ripulire i campi minati.
- Pilota:

Adatto a pilotare tutti i velivoli del gioco, non possono portare equipaggiamenti.
- Equipaggio veicolo:

Possono più efficacemente i veicoli degli altri soldati, ma quando si trovano fuori sono i più vulnerabili.

## Requisiti di sistema (minimi)
- Windows 2000/XP/Vista
- CPU 2 GHz
- RAM 512 MB
- Scheda Video 64 MB con driver DirectX 9.0c (inclusi nel DVD del gioco)
- Scheda Audio compatibile con DirectX 9.0c
- HDD 3.7 GB

## Requisiti di sistema (consigliati)
- Windows XP/Vista
- CPU 3 GHz
- RAM 1 GB
- Scheda Video 256 MB con driver DirectX 9.0c (inclusi nel DVD del gioco)
- Scheda Audio compatibile con DirectX 9.0c
- HDD 3.7 GB